# Witk
Witk (Wittke, Wittken, Witken) – kaszubski herb szlachecki.

## Opis herbu
Opis z wykorzystaniem zasad blazonowania, zaproponowanych przez Alfreda Znamierowskiego:
W polu trzypłatkowy liść koniczyny. Klejnot: nad hełmem w koronie samo godło. Barwy nieznane. Labry nieznanej barwy.

## Najwcześniejsze wzmianki
Jest to najstarszy znany herb rodziny Witk, umieścił go Eilhardus Lubinus na mapie Pomorza z 1618, a za nim Nowy Siebmacher.

## Rodzina Witk
Rodzina Witk nosi jedno z najstarszych nazwisk kaszubskich. Niejaki Witek świadkował przy wystawianiu dokumentu przez księcia Świętopełka słupskiego. W roku 1390 pojawiła się wzmianka o Peterze Witke, zatem od tego roku można mówić o przekształceniu imienia rodowego w nazwisko. Pierwszą znaną wsią Witków było Brzyno, sprzedane w 1635 Krokowskim. Od XIV rodzina posiadała Jeżewo. Oprócz Jeżewa, rodzina posiadała też przez długi czas działy we wsiach Łówcz Górny, Perlino, Węgornia. Ponadto notowani w XVIII-XIX wieku we wsiach Borkowo, Nawcz, Bochowo, Dąbrówka, Dzięcielec, Popowo, Żelazno. Na terenach bezpośrednio pod władzą I Rzeczypospolitej notowani od 1570 jako właściciele działów w Chośnicy i Nowym Glinczu. Witkowie (Witkenowie) z Jeżewa licznie zasilali armię pruską.

## Herbowni
Witk (Vietken, Vitcen, Vithken, Vitken, Witcken, Witek, Witka, Witke, Wittk, Wittke, Wittken, Wyt, Wyta). Rodzina używała też nazwisk odmiejscowych, pozostawiając Witk jako przydomek: Jeżewski, Borzyszkowski, Chośnicki, Czarnowski, Gliński, Niepczołowski, Pobłocki, Tempski.
Herb Witk był do ok. 1600 roku wspólny dla wszystkich gałęzi, z czasem jednak zaczął przechodzić ewolucję (herby Witk II, Witk III to zamiana trójliścia na trzy kwiaty – etap pośredni, Witk IV, Witk V to zamiana trzech kwiatów w trzy strzały – etap końcowy), a ponadto niektóre gałęzie przybierały inne herby (Chośnicki Witków-Chośnickich, Jeżewski Ib i Ic Witków-Jeżewskich w dziale A Jeżewa).